# ارنالدو دا سیلوا
ارنالدو دا سیلوا (انگلیسی: Arnaldo da Silva؛ زادهٔ ۲۶ مارس ۱۹۶۴) دونده اهل برزیل است.